# Jagdstaffel 68
Jagdstaffel 68 – Königlich Preußische Jagdstaffel Nr. 68 – Jasta 68 jednostka lotnictwa niemieckiego Luftstreitkräfte z okresu I wojny światowej.

## Informacje ogólne
Jednostka została utworzona 1 lutego 1918 we Fliegerersatz Abteilung Nr. 3 w Gocie. Pierwszym dowódcą eskadry został ppor. Fritz Putter z Jagdstaffel 9. Zdolność operacyjną jednostka uzyskała 5 lutego. 12 lutego została przeniesiona do obszaru 18 Armii i stacjonowała na polowym lotnisku w Delinghe Farm. 25 marca 1918 jednostka została przeniesiona do Beauvais, a 28 marca do Balatre, gdzie weszła w skład Jagdgruppe Nord. 13 września 1918 Jasta 68 została przeniesiona w obszar działania 5 Armii na lotnisko Semide, a dwa dni później do Prentin.
Eskadra walczyła między innymi na samolotach Fokker D.VII.
Jasta 68 w całym okresie wojny odniosła ponad 40 zwycięstw nad samolotami nieprzyjaciela w tym 10 balonami. W okresie od lutego do listopada 1918 jej straty wynosiły 10 zabity w walce oraz 2 rannych.
Łącznie przez jej personel przeszło 4 asów myśliwskich: Fritz Pütter (23), Wilhelm Anton Seitz (5), Wilhelm Stör (5), Rudolf Otto (3).

## Dowódcy eskadry
| Stopień      | Nazwisko        | Okres                   |
| ------------ | --------------- | ----------------------- |
| Porucznik    | Fritz Pütter    | 27.01.1918 – 22.06.1918 |
| Podporucznik | Paul Schwirtzke | 22.06.1918 – 14.07.1918 |
| Porucznik    | Fritz Pütter    | 14.07.1918 – 16.07.1918 |
| Podporucznik | Paul Schwirtzke | 16.07.1918 – 09.08.1918 |
| Podporucznik | Rudolf Otto     | 09.08.1918 – 11.11.1918 |